# Zur Heiligen Familie (Griesbachmühle)

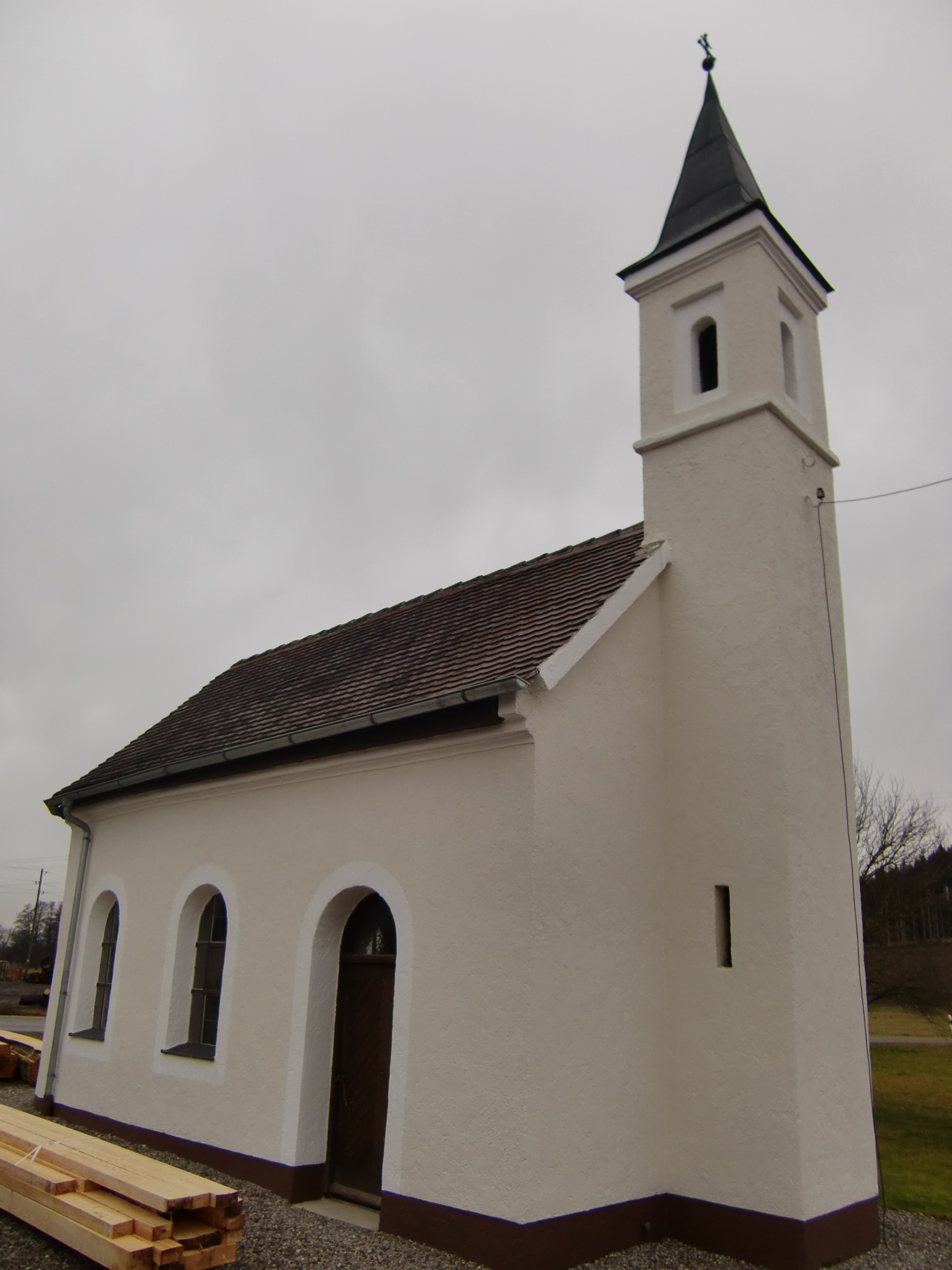
Kapelle Zur Heiligen Familie

Zur Heiligen Familie ist eine als Baudenkmal klassifizierte römisch-katholische Kapelle im Weiler Griesbachmühle bei Friedberg (Schwaben).

## Geschichte
Die Kapelle wurde 1863 errichtet. Vermutlich gab es einen Vorgängerbau, über den aber nichts bekannt ist. Die Kapelle wurde Anfang der 1960er Jahre umfassend renoviert.

## Baubeschreibung
Es handelt sich bei der Kapelle um einen schlichten Rechteckbau mit halbrundem Schluss und östlichem quadratischem Zeltdachturm.

## Ausstattung
Die Figuren der Kreuzigungsgruppe, der Korpus Christi, Maria und der heilige Vitus sind von Johann Caspar Öberl. Die übrigen volkstümlichen Figuren aus dem mittleren 18. Jahrhundert stellen die Beweinung Christi, den Nothelfer Antonius, die heiligen Johann Nepomuk, Afra, den Ordensheiligen Benedikt und seine Schwester, die heilige Scholastika dar.